# Comunidad de comunas Arguenon-Hunaudaye
La Comunidad de comunas Arguenon-Hunaudaye (Communauté de communes Arguenon-Hunaudaye, CCAH en francés), es una estructura intercomunal francesa situada en el departamento francés de Costas de Armor de la región de Bretaña.

## Historia
Fue creada el 24 de diciembre de 1992 con la unión de las seis comunas del antiguo cantón de Jugon-les-Lacs, y que actualmente forman parte del nuevo cantón de Plenée-Jugon.

## Nombre
Debe su nombre a que por las tierras de la comunidad pasa el río de Arguenon, y en la comuna de Plédéliac se haya situado el castillo de la Hunaudaye.

## Composición
La Comunidad de comunas reagrupa 6 comunas:
| Comuna         | Código INSEE | Cantón       | Población (2012) | Superficie (km²) | Densidad (hab./km²) |
| -------------- | ------------ | ------------ | ---------------- | ---------------- | ------------------- |
| Dolo           | 01069        | Plénée-Jugon | 648              | 11,88            | 55                  |
| Jugon-les-Lacs | 22084        | Plénée-Jugon | 1822             | 26,15            | 70                  |
| Plédéliac      | 22175        | Plénée-Jugon | 1318             | 51,75            | 25                  |
| Plénée-Jugon   | 22185        | Plénée-Jugon | 2436             | 61,36            | 40                  |
| Plestan        | 22193        | Plénée-Jugon | 1539             | 32,81            | 47                  |
| Tramain        | 22341        | Plénée-Jugon | 669              | 9,25             | 72                  |

## Competencias
La comunidad es un organismo público de cooperación intercomunal.
Sus recursos provienen del impuesto sobre los rendimientos del trabajo único, del sistema de contribuciones que se aplica a los residuos y asignaciones y subvenciones de diversos socios.
Sus competencias en general se centran en el desarrollo económico, medio ambiental, de empleo y los servicios comunitarios a los habitantes:
- Ordenación del Territorio
  - Plan de Coherencia Territorial (SCOT, en francés) (a título obligatorio).
  - Plan Sectorial (a título obligatorio).
- Desarrollo y organización económica
  - Acción de desarrollo económico de las actividades industriales, comerciales o de empleo, (apoyo de las actividades agrícolas y forestales...) (a título obligatorio).
  - Creación, organización, mantenimiento y gestión de zonas de actividades industriales, comerciales, terciario, artesanal o turístico (a título obligatorio).
- Desarrollo y organización social y cultural
  - Actividades culturales y socioculturales (a título facultativo).
  - Actividades deportivas (a título facultativo).
  - Construcción y/u organización, mantenimiento, gestión de equipamientos o establecimientos culturales, socioculturales, socioeducativos, deportivos… (a título optativo).
  - Transporte escolar (a título facultativo).
- Medio ambiente
  - Saneamiento no colectivo (a título facultativo).
  - Recogida y tratamiento de los residuos urbanos y asimilados (a título optativo).
  - Protección y valorización del Medio Ambiente (a título optativo).
- Vivienda y hábitat
  - Programa local del hábitat (a título optativo).
- Servicio de vías públicas
  - Creación, organización y mantenimiento del servicio de vías públicas (a título optativo).
- Otros
  - Adquisición comunal de material (a título facultativo).
  - Informática, Talleres vecinales (a título facultativo).